# Furstinnan Olgas orden

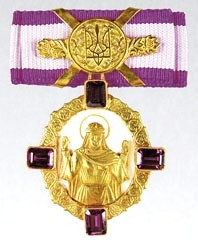
I klassens tecken

Furstinnan Olgas orden (ukrainska: Орден княгині Ольги, Orden knjahyni Olhi) är en ukrainsk statsorden. 

## Bakgrund
Utmärkelsen utdelas för märkbara personliga insatser inom statligt, vetenskapligt, kulturellt och pedagogiskt liv. Mottagare är begränsade endast till kvinnor men de behöver inte vara ukrainska medborgare. Orden instiftades år 1997 av Ukrainas president Leonid Kutjma.
Orden är uppkallad efter sankta Olga av Kiev.
Orden är indelad i tre klasser:
- I klass
- II klass
- III klass